# 始興郡
始興郡（しこう-ぐん）は、中国にかつて存在した郡。三国時代から唐代にかけて、現在の広東省韶関市と清遠市にまたがる地域に設置された。

## 概要
265年（甘露元年）、三国の呉により桂陽郡南部を分割して、始興郡が立てられた。始興郡は荊州に属した。
280年（太康元年）、晋が呉を滅ぼすと、始興郡は広州に転属した。始興郡は曲江・桂陽・始興・含洭・湞陽・中宿・陽山の7県を管轄した。東晋の成帝のとき、始興郡は荊州の属郡にもどされた。
452年（南朝宋の元嘉29年）、始興郡はまた広州に転属した。翌年、湘州に転属した。470年（泰始6年）、始興郡から封陽・陽山・含洭の3県を分割して、宋安郡が立てられた。472年（泰豫元年）、宋安郡が廃止されてもとに戻され、始興郡は広興郡と改名された。宋の広興郡は曲江・桂陽・陽山・湞陽・含洭・始興・中宿の7県を管轄した。
南朝斉のとき、始興郡の称にもどされた。斉の始興郡は曲江・桂陽・仁化・陽山・令階・含洭・霊渓・中宿・湞陽・始興の10県を管轄した。
南朝梁のとき、衡州が立てられると、始興郡は衡州に転属した。
南朝陳のとき、東衡州が立てられると、始興郡は東衡州に転属した。
589年（開皇9年）、隋が南朝陳を滅ぼすと、始興郡は廃止されて、広州総管府に編入された。601年（仁寿元年）、広州は番州と改称された。607年（大業3年）に州が廃止されて郡が置かれると、番州は南海郡と改称された。
621年（武徳4年）、唐が蕭銑を平定すると、南海郡曲江県が番州と改められた。627年（貞観元年）、番州は韶州と改称された。742年（天宝元年）、韶州は始興郡と改められた。758年（乾元元年）、始興郡は韶州と改称され、始興郡の呼称は姿を消した。